# La Jara (Denia)
La Jara (oficialmente y en valenciano, La Xara) es una pedanía de Denia en la Marina Alta, Comunidad Valenciana, constituida administrativamente como una entidad local menor o barrio. Tiene 1889 habitantes (2023) y dista de Denia 4 km.

## Geografía
Comprende las partidas de Pinella, Caragusos, Casa Blanca, Punta de Benimaquia, Benimaquia, La Jara, La Plana y Fredats. Los pueblos vecinos son Ondara, y al oeste, Pedreguer. Como accidentes geográficos destacables tenemos el Barranco del Regatxo o Morxama, que atraviesa el término y la montaña de Benimaquia, en la vertiente oeste del macizo del Montgó. En el Alto de Benimaquia se encuentra uno de los asentamientos más importantes de la época ibérica antigua del Mediterráneo Occidental, con destacadas influencias fenicias y donde se documenta una de las primeras producciones de vino de la península.

## Historia
La Jara, topónimo de origen árabe, significa hogar rocoso y lleno de hierbas y hace referencia a las características de la zona, empezó su evolución como núcleo de población estable a principios del XIX, cuando un labrador de Senija, Mateu Ivars, se estableció, dando lugar con su familia al poblamiento, incrementado en un período de 50 años con la venida continuada de gentes procedentes de localidades de la comarca, como Pedreguer, Jávea, Alcalalí o El Verger. 
Este rápido desarrollo se debió más que a unas condiciones agrícolas favorables, a la ocupación de la población como canteros y obreros. La estabilidad y crecimiento de una población dedicada casi exclusivamente al trabajo de la piedra no se podría comprender si no la enmarcan en la dinámica económica de la época: el comercio de la pasa. 
El fructífero negocio pansero permitió hacer dinero con facilidad y acumularlo, no sólo en Denia, ciudad pansera por definición, sino también en otras localidades de la comarca, donde el crecimiento económico se puso de manifiesto en la construcción de un gran número de edificios, los cuales casi siempre se puede seguir la huella de los grupos de canteros de La Jara. 
Una demostración del buen momento económico en este período es la construcción, entre 1876 y 1902, de la iglesia y la casa-abadía, pagadas y edificadas por la misma población. Sólo después de la crisis general de la pasa, hacia 1902, el mundo de los canteros sufrirá un retroceso, lo que se tradujo en un movimiento migratorio hacia Estados Unidos o Argentina o hacia Argel, de temporada. Esta crisis provocó también el cambio de los cultivos de secano por los de regadío, sustituyendo las cepas por la huerta y naranjos, más rentables y productivos en aquellos momentos.

## Edificios destacables
- La iglesia de Sant Mateu: edificio terminado en 1881, está construido con paredes de carga exterior, de piedras unidas con mortero. El interior es de tres naves, separadas por pilares de piedra arenisca, con arcos del mismo material que soportan la cobertura a dos aguas. En la calle Pilars se pueden observar los cuatro contrafuertes que sostienen los pilares. Su estado actual responde a las obras de reforma realizadas en 1955, cuando se cambió el tejado y se descubrió la tosca de los pilares y de los arcos. El conjunto se completó en 1902 con la construcción de la casa-abadía, de la que destaca su portalada y los ventanales, también obra de los canteros locales y el campanario que se terminó en 1927.

- El Lavadero: edificio comunal de una sola nave, atravesado longitudinalmente por una acequia. Está construido con paredes de carga y pilares traseros de ladrillos con mortero. Fue inaugurado en 1954. En la actualidad, la construcción ha quedado integrada en una urbanización con calles peatonales.

- La escuela: edificio construido en 1963 en los terrenos comprados por los vecinos, muestra del espíritu solidario y cooperativo de los pobladores de La Jara.

Los lugares más emblemáticos del pueblo, sin embargo, son la plaza de la Palmera, la plaza del Garrofer y el paseo de Joan Baptista Basset. Dispone de una parada de tren entre el pueblo y la montaña, por la que pasaba el trenecito de la Marina y que hoy en día da servicio al TRAM. Las fiestas patronales en honor a San Mateo se celebran el primer fin de semana de septiembre.

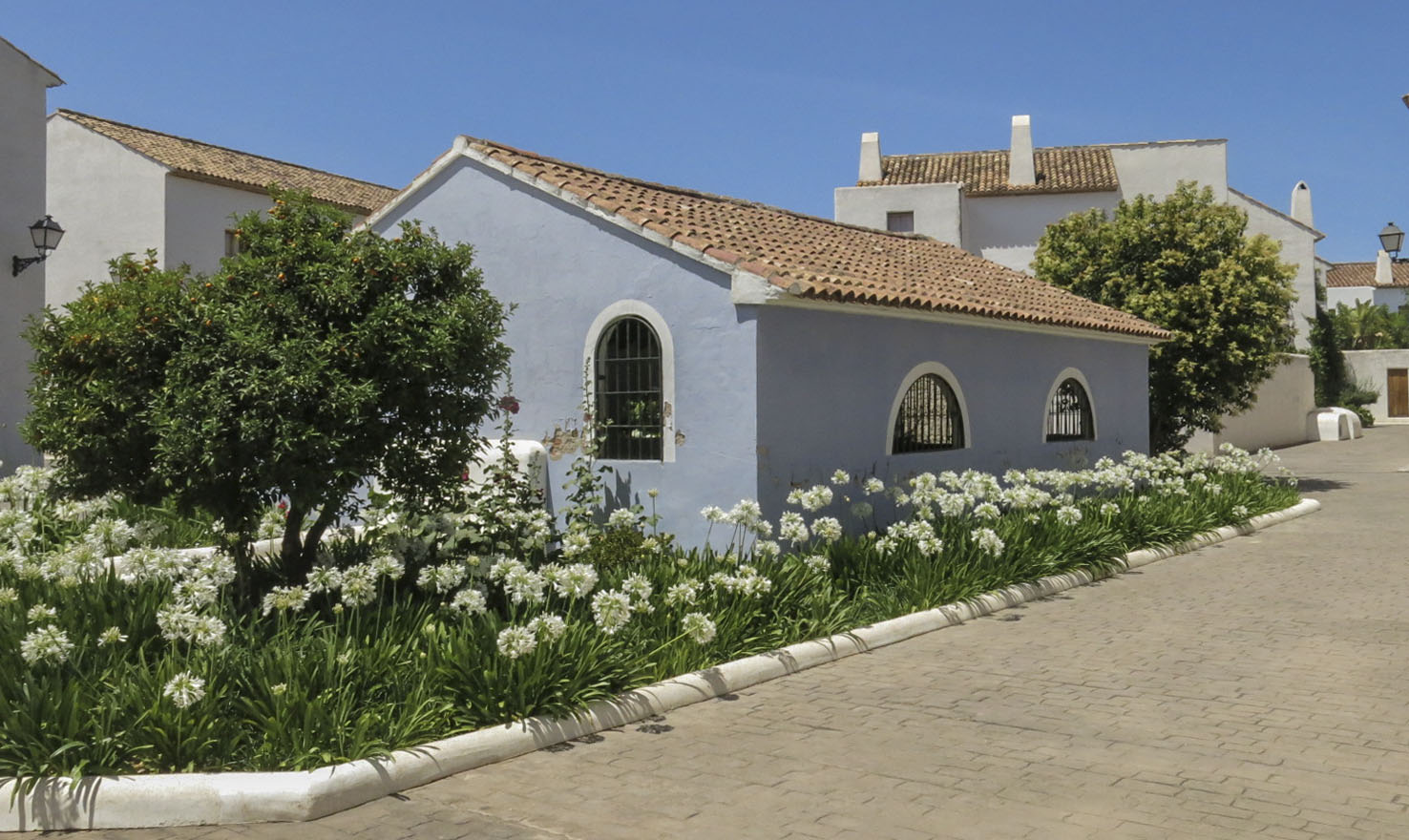
Lavadero de la Jara
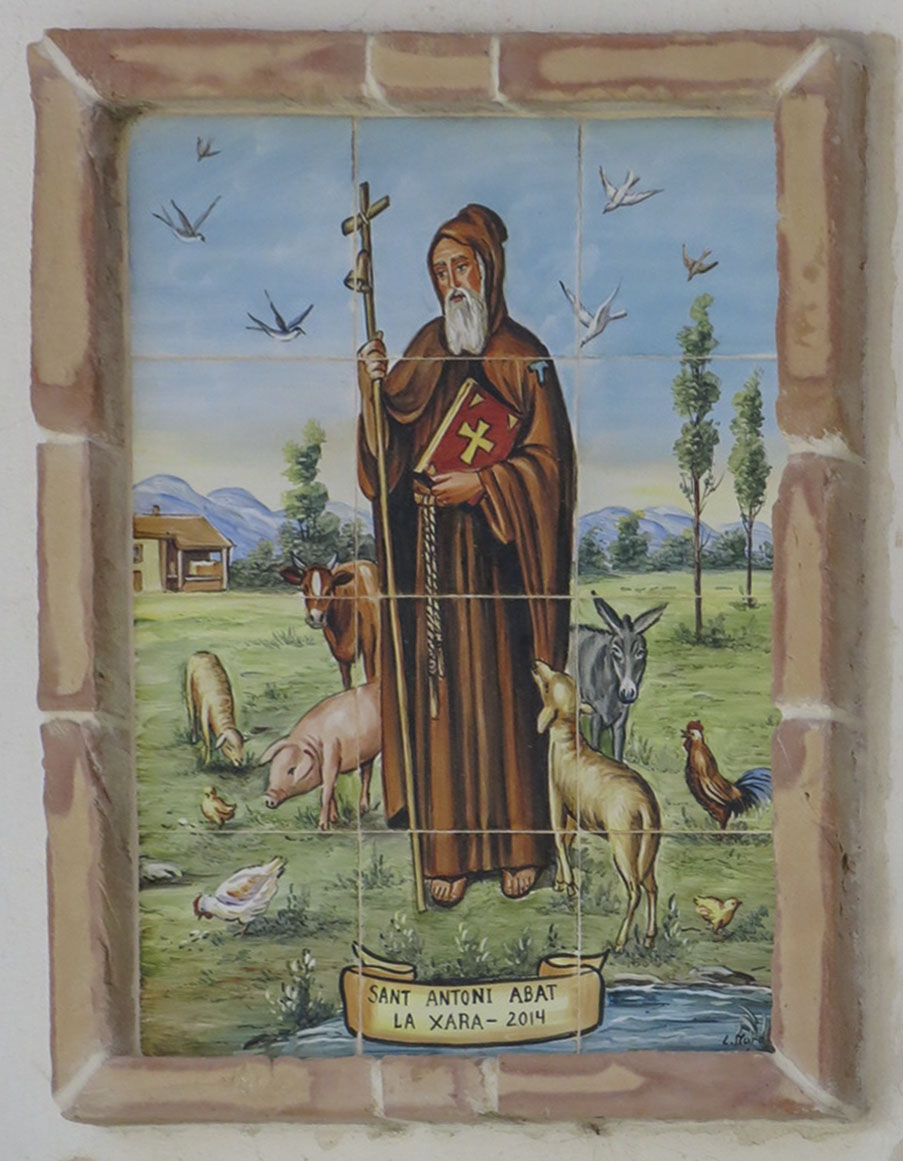
Cerámica en la Casa Abadía
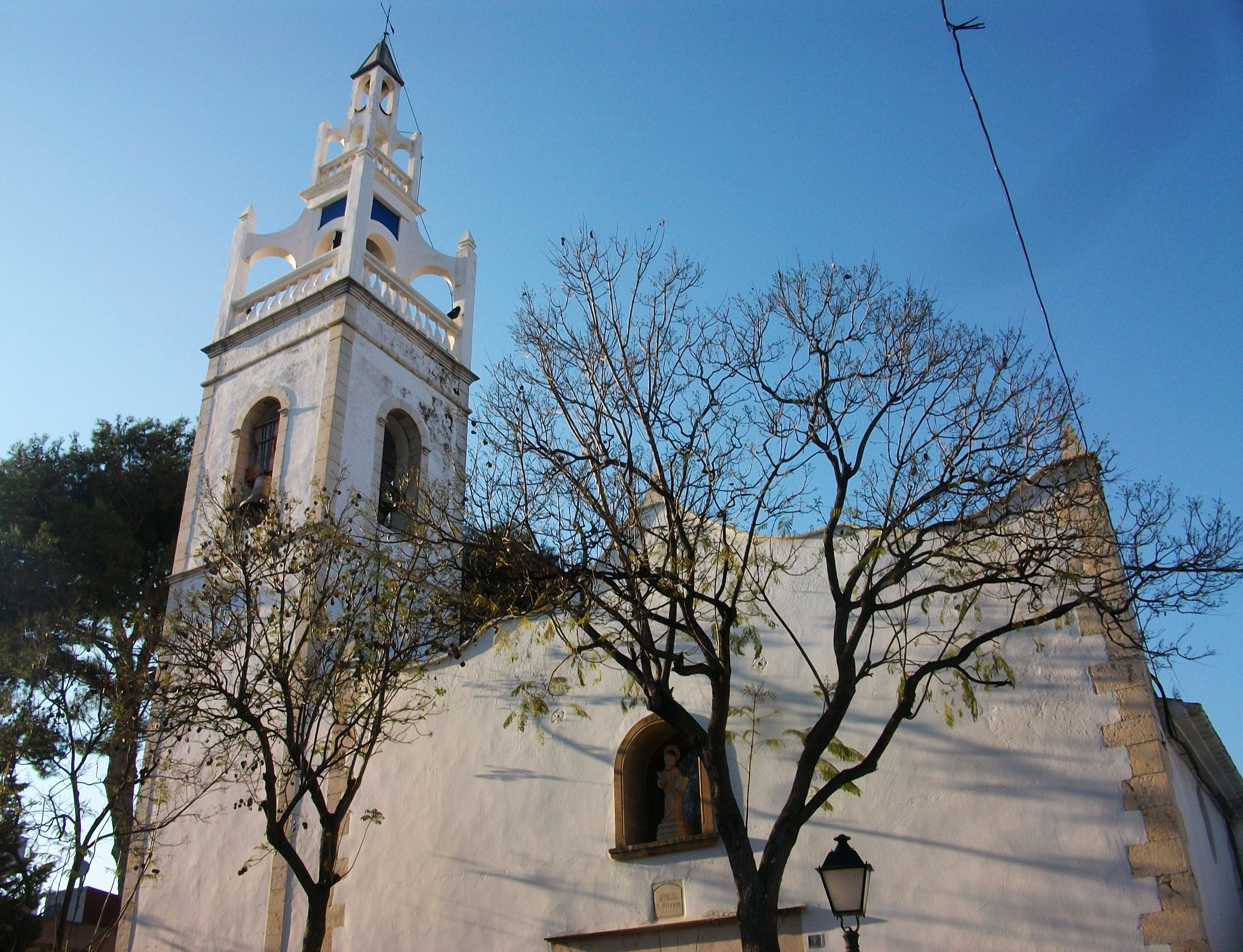
Iglesia de San Mateo
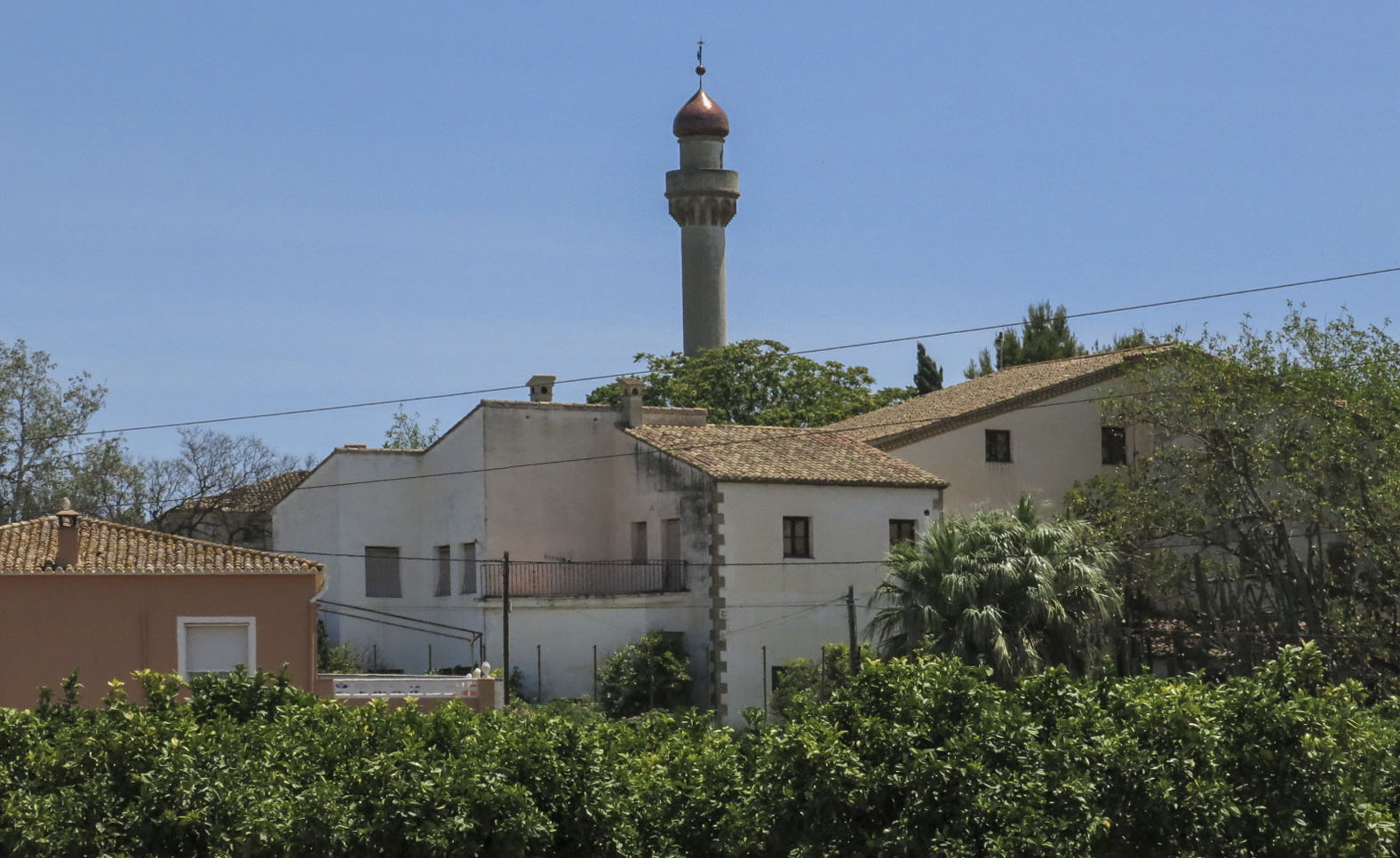
Vistas desde el Paseo Joan Baptista Basset